# 이것은 실화다
《이것은 실화다》는 2014년 8월 18일부터 2016년 10월 24일까지 방송된 TV조선의 교양 프로그램이다.

## 기획 의도
알려지지 않은 감동 휴먼 스토리부터 과학으로 설명할 수 없는 미스터리한 현상과 기막힌 인생역전 이야기, 사화의 단면을 들여다 볼 수 있는 각종 사건 사고까지 실제 인물의 증언을 토대로 풀어내는 재연 드라마.

## 역대 내레이션
- 홍승옥
- 김세원
- 국승연
- 구민선

## 출연자
출연 배우
- 강다영
- 강민정
- 국기훈
- 김광인
- 김건호
- 김민기
- 김선은
- 김성영
- 김수정
- 김영인
- 김은경
- 김준하
- 김지은
- 김진래
- 김진태
- 김태형
- 김현동
- 김호영
- 김희라
- 나기수
- 노영화
- 라윤경
- 문경희
- 문영미
- 문회원
- 박상용
- 박예린.
- 박재현
- 박초은
- 박칠용
- 방초록
- 배건식
- 봉두개
- 선우철
- 성인자
- 성정선
- 성형진
- 손미희
- 신원균
- 양동재
- 양영준
- 양현태
- 염상태
- 오종민
- 윤예인
- 윤태희
- 윤준호
- 이가빈.
- 이강진
- 이경순
- 이경아
- 이계영
- 이레나
- 이미숙
- 이상미
- 이상필
- 이승훈
- 이숙
- 이연선
- 이장미
- 이정성
- 이지혜
- 이진아
- 이채민
- 이희구
- 장신애
- 전린애
- 전병덕
- 정재용
- 조기태
- 조성규
- 조용주
- 조은주
- 조진철
- 주부진
- 진운성
- 진혜경
- 최강철
- 최영우
- 최윤준
- 한춘일
- 한태일
- 현정애
- 홍순창
- 홍승모

이전 출연자
- 최일화
- 김정학
- 정욱
- 남성진
- 김효선
- 권문정
- 김동석
- 김영석
- 권민
- 김선혁
- 손윤상
- 이민우
- 원기준
- 임성언
- 차광수
- 기연호
- 이경영
- 손선근
- 도용구
- 김철기
- 박형준
- 서재경

## 타이틀 변천사
| 기수 | 타이틀                    | 방송 기간                       |
| ---- | ------------------------- | ------------------------------- |
| 1기  | 인생법정 이것은 실화다    | 2014년 8월 18일~2016년 4월 11일 |
| 2기  | 이것은 실화다 COPS        | 2016년 4월 18일~8월 8일         |
| 3기  | 비밀은 없다 이것은 실화다 | 2016년 8월 15일~9월 19일        |
| 4기  | 이것은 실화다             | 2016년 9월 26일~10월 24일       |

## 동일 소재 프로그램
- KBS 뉴스특보 (KBS 보도본부 제작)
- 감성다큐 미지수 (KBS 2TV)
- 자이언트 펭TV (EBS 1TV)
- 히어로 써클 (EBS·스튜디오 티앤티 공동 제작)
- MBC 뉴스특보 (MBC 보도본부 제작)
- 실화탐사대 (MBC TV)
- SBS 뉴스특보, 그것이 알고싶다, 궁금한 이야기 Y, 신발 벗고 돌싱포맨, SBS 뉴스 이슈진단 (SBS TV)
- MBN 뉴스특보 (MBN)
- 천일야사, 채널A 뉴스특보 (채널A)
- YTN 뉴스특보 (YTN)
- 아르곤 (tvN)
- 진격의 언니들 (채널S)
- 지금은 라디오 시대, 손에 잡히는 경제, 배순탁의 B side, 문화야 놀자, 출발 주말세상 차미연입니다, 모두의 퀴즈생활 서유리입니다, 주말엔 나비인가봐, 마음연구소 (MBC 표준FM)
- 라디오 고해소 비밀번호 1053 (cpbc FM)